# Margit Carstensen
Margit Carstensen anhörenⓘ(* 29. Februar 1940 in Kiel; † 1. Juni 2023 in Heide) war eine deutsche Theater- und Filmschauspielerin. Bekanntheit erlangte sie unter anderem durch ihre Rollen in den Produktionen von Rainer Werner Fassbinder.

## Bühnenkarriere
Die Tochter eines Arztes verbrachte ihre Kindheit und Jugend in ihrer Geburtsstadt. Nach dem Abitur absolvierte sie ab 1958 eine Schauspielausbildung an der Staatlichen Hochschule für Musik in Hamburg. Erste Bühnenengagements folgten in Kleve, Heilbronn, Münster und Braunschweig. Für eine vierjährige Tätigkeit wechselte sie 1965 an das Deutsche Schauspielhaus in Hamburg; dort übernahm sie unter anderem Hauptrollen in Stücken von John Osborne und Lope de Vega. 1969 folgte sie einem Ruf an das Theater der freien Hansestadt Bremen, wo sie Rainer Werner Fassbinder kennenlernte. Unter seiner Regie entstanden bedeutende Theater- und Filmproduktionen, die Margit Carstensen bundesweit bekannt machten. So spielte sie die Vittoria in Carlo Goldonis Komödie Das Kaffeehaus (1970 verfilmt), die Rolle der Serienmörderin Geesche Gottfried in der Uraufführung von Fassbinders eigenem Stück Bremer Freiheit sowie den Titelpart in der Ibsen-Adaption Nora Helmer (1974 verfilmt).
Nach Stationen in Darmstadt (1973–1976) und nochmals Hamburg spielte Carstensen ab 1977 an den Staatlichen Schauspielbühnen in Berlin. 1982 wechselte sie zu Hansgünther Heyme nach Stuttgart, 1995 nach Bochum. In der Zwischenzeit nahm sie Gastrollen an vielen bedeutenden deutschsprachigen Bühnen an, so z. B. mehrfach an den Münchner Kammerspielen. In der Saison 2003/04 war sie am Wiener Burgtheater in der Uraufführung von Elfriede Jelineks Stück Bambiland zu sehen; Regie führte Christoph Schlingensief. Carstensen war 2008 Mitwirkende in Schlingensiefs Inszenierung Eine Kirche der Angst vor dem Fremden in mir, in der sich der Regisseur mit seinem Krebsleiden auseinandersetzte. Eine längerfristige Zusammenarbeit ging sie an verschiedenen Häusern (zum Beispiel in Bochum und München) mit dem Regisseur Leander Haußmann ein. 2011 brillierte sie an der Seite von Martin Wuttke an der Berliner Volksbühne in René Polleschs Stück Schmeiß dein Ego weg!

## Film- und Fernsehrollen
Als Filmschauspielerin glänzte sie vor allem in zahlreichen Kino- und Fernsehproduktionen Rainer Werner Fassbinders. Sie spielte Hauptrollen in den Filmen Die bitteren Tränen der Petra von Kant (1972), Martha (1974, mit u. a. Karlheinz Böhm), Angst vor der Angst (1975), Mutter Küsters’ Fahrt zum Himmel (1975), Satansbraten (1976), Chinesisches Roulette (1976) und Die dritte Generation (1979). Auch für einzelne Episoden der Fassbinder-Serien Acht Stunden sind kein Tag (1972) und Berlin Alexanderplatz (1980) stand sie vor der Kamera.
Ihre jahrelange künstlerische Kooperation mit Christoph Schlingensief begann mit zwei Filmprojekten: in 100 Jahre Adolf Hitler – Die letzte Stunde im Führerbunker (1989) verkörperte sie Magda Goebbels; in der Medien-Persiflage Terror 2000 (1992) assistierte sie Peter Kern als Detektivin. Auch für internationale Produktionen wurde sie mehrfach gebucht. Im vierten Spielfilm des polnischen Regisseurs Andrzej Żuławski, Possession (1981), spielte sie an der Seite von Isabelle Adjani, Sam Neill und Heinz Bennent. Vier Jahre später engagierte Agnieszka Holland sie für ihren oscarnominierten Film Bittere Ernte (1985, mit Armin Mueller-Stahl).
Zuletzt wirkte Carstensen in Filmen jüngerer Regisseure wie Romuald Karmakar (Manila, 2000), Chris Kraus (Scherbentanz, 2002), Oskar Roehler (Agnes und seine Brüder, 2004), Detlev Buck (Hände weg von Mississippi, 2007) und Frauke Finsterwalder (Finsterworld,  2013) mit. 2016 stand sie für die Tatort-Folge Wofür es sich zu leben lohnt vor der Kamera, wobei mit Eva Mattes, Hanna Schygulla und Irm Hermann drei weitere einstige Fassbinder-Schauspielerinnen ebenfalls zur Besetzung gehörten.

## Auszeichnungen
Margit Carstensen wurde mit zahlreichen Preisen ausgezeichnet, unter anderem mit dem Filmband in Gold für ihre darstellerische Leistung in Die bitteren Tränen der Petra von Kant (1973) und dem Bayerischen Filmpreis (2002). Schon 1973 wurde sie von der deutschen Filmkritik zur besten Schauspielerin des Jahres gewählt. Den Götz-George-Preis für ihr Lebenswerk erhielt sie 2019.

## Filmografie
- 1965: Liebe ist besser als Krieg – Erotische Lyrik und lose Lieder aus drei Jahrtausenden (TV)
- 1965: Die Bräute meiner Söhne (TV-Serie) (2 Folgen)
- 1966: Vorsicht Falle (TV-Serie) (1 Folge)
- 1968: Vorsicht Falle (TV-Serie) (1 Folge)
- 1970: Das Kaffeehaus (TV)
- 1970: Niklashauser Fart (TV)
- 1971: Pioniere in Ingolstadt
- 1971: Die Ahnfrau – Oratorium nach Franz Grillparzer (TV)
- 1972: Die bitteren Tränen der Petra von Kant
- 1972: Bremer Freiheit (TV)
- 1973: Die Zärtlichkeit der Wölfe
- 1973: Welt am Draht (TV)
- 1974: Nora Helmer (TV)
- 1974: Martha
- 1975: Mutter Küsters’ Fahrt zum Himmel
- 1975: Angst vor der Angst (Fernsehfilm)
- 1976: Satansbraten
- 1976: Chinesisches Roulette
- 1977: Adolf und Marlene
- 1977: Frauen in New York (TV)
- 1978: Spiel der Verlierer
- 1979: Die dritte Generation
- 1980: Berlin Alexanderplatz (TV-Serie)
- 1981: Kalte Heimat (TV)
- 1981: Possession
- 1982: Liebeskonzil
- 1983: Die wilden Fünfziger
- 1985: Bittere Ernte
- 1989: Untergrund (TV)
- 1989: 100 Jahre Adolf Hitler – Die letzte Stunde im Führerbunker
- 1991: Wer bist du, Vater? (TV-Serie Derrick)
- 1992: Terror 2000 – Intensivstation Deutschland
- 1997: Das schmutzige Dutzend (TV-Serie Anwalt Abel)
- 1997: Die 120 Tage von Bottrop
- 1997: Gesches Gift
- 1998: Feuerreiter
- 1999: Sonnenallee
- 2000: John Gabriel Borkman (TV)
- 2000: Manila
- 2002: Der Narr und seine Frau heute Abend in Pancomedia (TV)
- 2002: Scherbentanz
- 2004: Agnes und seine Brüder
- 2005: Der Hauptmann von Köpenick (TV)
- 2007: It Is Fine. Everything Is Fine!
- 2007: Hände weg von Mississippi
- 2013: Finsterworld
- 2016: Tatort: Wofür es sich zu leben lohnt (Fernsehreihe, 1 Folge)

## Hörspiele
- 1980: Anthony J. Ingrassia: Fame – Berühmt – Regie: Götz Naleppa (Hörspiel – RIAS Berlin)

## Belege
1. ↑  Schauspielerin Margit Carstensen mit 83 gestorben. In: vienna.at. 2. Juni 2023, abgerufen am 2. Juni 2023.
2. ↑  „Ruhm statt Rente“: Schauspielerin Margit Carstensen erhält Götz-George-Preis, nachtkritik.de vom 20. August 2019, abgerufen selbigen Datums

| Personendaten    | Personendaten                            |
| ---------------- | ---------------------------------------- |
| NAME             | Carstensen, Margit                       |
| KURZBESCHREIBUNG | deutsche Theater- und Filmschauspielerin |
| GEBURTSDATUM     | 29. Februar 1940                         |
| GEBURTSORT       | Kiel                                     |
| STERBEDATUM      | 1. Juni 2023                             |
| STERBEORT        | Heide                                    |